# Isabella Stewart Gardner
Isabella Stewart Gardner (New York, 14 april 1840 - Boston, 17 juli 1924) was een Amerikaanse filantrope en kunstverzamelaar. Ze was verantwoordelijk voor de oprichting van het Isabella Stewart Gardner Museum.

## Biografie
Isabella Stewart was de dochter van de rijke handelaar David Stewart en zijn vrouw Adelia Smith Stewart en ze stamde via haar vader af van de Schotse clan Stewart. Toen ze zestien was verhuisde het gezin naar Parijs en ging Stewart daar naar een Amerikaanse school. In 1857 bracht haar familie een bezoek aan Milaan en bezocht daar het Museo Poldi Pezzoli. Na het bezoek aan het museum nam ze zich voor dat ze een zelfde soort museum zou stichten als ze ooit veel geld zou erven.
Tijdens een bezoek aan Boston leerde ze haar latere echtgenoot John Lowell Gardner II kennen. Het tweetal huwde op 10 april 1860 in de Grace Church in Manhattan. Ze gingen in Boston wonen in een huis dat door haar schoonvader aan hen was geschonken. In dit huis zou Stewart Gardner met haar man tot diens dood blijven wonen. In 1863 kreeg ze een zoon, maar het kind overleed al vroeg aan een longontsteking. Na een miskraam en de dood van haar schoonzus werd Stewart Gardner depressief en op advies van de dokters reisde ze met haar man naar Europa af. Ze reisden in Scandinavië rond en verbleven ook lange tijd in Parijs. De gezondheid van Stewart Gardner verbeterde en na haar terugkeer in Amerika wist ze haar status van modieuze socialite te vestigen.

### Kunstverzameling
Samen met haar man ondernam ze vanaf 1874 verschillende reizen over de wereld en een van hun favoriete bestemmingen was Venetië waar ze geregeld in het Palazzo Barbaro kwamen. Toen Stewart Gardner in 1891 de erfenis van haar vader verkreeg kocht ze een jaar later bij een veiling in Parijs het schilderij Het concert van Johannes Vermeer aan. Daarnaast kocht ze ook verschillende artefacten aan uit Egypte, Turkije en het Verre Oosten. In de jaren die volgden wisten de Gardners hun naam te vestigen als kunstverzamelaars. Met de hulp van kunsthistoricus Bernard Berenson wisten ze in totaal meer dan 70 werken aan te schaffen. Onder haar kunstverzameling bevonden zich onder andere werken van Rembrandt van Rijn, Titiaan en Diego Velásquez. Ze kocht zelf veel kunst aan, maar ze liet zich ook vaak vertegenwoordigen door een zakenpartner, omdat het nog vrij ongebruikelijk was dat een vrouw kunst verzamelde.

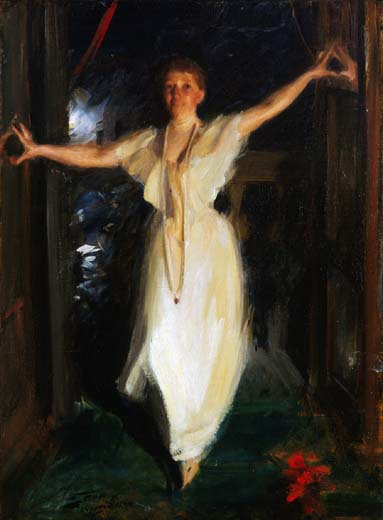
Isabella Stewart Gardner in Venetië, geschilderd door Anders Zorn.

Na de dood van Jack Gardner kocht ze een stuk grond in Boston aan voor de bouw van haar eigen museum en huurde ze architect Willard T. Sears in om het gebouw te ontwerpen dat geïnspireerd moest zijn op de renaissancearchitectuur van Venetië. Toen de bouw voltooid was spendeerde ze veel tijd om het museum zo veel mogelijk naar haar smaak in te richten. Op 1 januari 1903 ging het museum open en op de openingsavond trad ook het Boston Symphony Orchestra op. Stewart Gardner ging zelf op de vierde verdieping wonen.

### Dood en nalatenschap
In 1919 kreeg Stewart Gardner een aantal beroertes en vijf jaar later, op 17 juli 1924 overleed ze. Ze werd vervolgens in het familiegraf van de Gardners naast haar echtgenoot en zoon bijgezet. In haar testament liet ze geld en instructies aan haar museum opnemen. Ook liet ze geld na aan verschillen filantropische doelen uit Boston. Ook droeg ze de Society of St. John the Evangelist op om jaarlijks een requiem mis ter ere van haar te houden. Die wordt nog jaarlijks uitgevoerd.